# رافائل تولدو
رافائل گونسالوس تولدو (زاده ۲۴ ژانویه ۱۹۸۰ در لیمیرا) که معمولاً با نام رافائل تولدو شناخته می‌شود، بازیکن سابق و مربی فوتبال اهل برزیل است که در پست مدافع راست بازی می‌کرد.